# Capitólio Estadual de Rhode Island
O Capitólio Estadual de Rhode Island (em inglês: Rhode Island State House) é a sede do governo do estado de Rhode Island. Localizado na capital, Providence, foi incluído no Registro Nacional de Lugares Históricos em 28 de abril de 1970.